# Herzogtum Saint-Simon

Wappen Claude de Rouvroys, 1. Herzog von Saint-Simon

Das Herzogtum Saint-Simon wurde im Januar 1635 aus der Herrschaft Saint-Simon, den Baronien, Vicomtés, Terrains und Herrschaften von Benay, Clastres, Pont-Avennes, Artran, de Gauchy, Ugny-l’Équipée, Thorigny, Pontruel, de Savy und Rumigny, zugunsten von Claude de Rouvroy de Saint-Simon, Comte de Rasse, Günstling Ludwigs XIII., geschaffen und am 1. Februar 1635 beim Parlement de Paris registriert.
Claude de Saint-Simon hatte nur einen Sohn, Louis, den späteren Memoirenschreiber, der 1693 das Herzogtum und die Pairie erbte. Louis de Saint-Simon trat 1723 zugunsten seines Sohnes Jacques-Louis, der von nun an als „Herzog von Ruffec“ bekannt war, von der Pairie des Herzogtums Saint-Simon zurück. Als dieser 1746 starb, gingen die Pairie und der Titel „Herzog von Ruffec“ auf den zweiten Sohn von Louis de Saint-Simon, Armand-Jean, über, der 1754 starb. Die Pairie fiel daraufhin an seinen Vater zurück, der 1755 starb. Nach Louis sollte niemand mehr Herzog von Saint-Simon werden.

## Die Herzöge von Saint-Simon

### Die französischen Herzöge und Pairs
1. 1635–1693: Claude de Rouvroy (1607–1693), 1. Duc de Saint-Simon
2. 1693–1755: Louis de Rouvroy (1675–1755), 2. Duc de Saint-Simon, bis 1723 Pair de France
3. 1723–1746: Jacques Louis de Rouvroy (1698–1746), dessen Sohn, Vidame de Chartres, Pair de France, Ritter im Orden vom Goldenen Vlies, genannt Duc de Ruffec durch Verzicht seines Vaters auf die Pairie; er hinterließ eine Tochter, Marie-Christine-Chrétienne, Ehefrau von Charles-Maurice Grimaldi, Comte de Valentinois (1727–1798), Sohn von Jacques I., Fürst von Monaco
4. 1746–1754: Jean Armand de Rouvroy (1699–1754), dessen Bruder, Pair de France, Comte de Rasse, Marquis de Ruffec, 1722 Grande von Spanien, genannt Duc de Ruffec; starb vor seinem Vater ohne Nachkommen

### Die spanischen Herzöge und Granden
Im 19. Jahrhundert trugen zwei Marquis de Saint-Simon, Granden von Spanien, den Herzogstitel in spanischer Verleihung, der in Frankreich nicht anerkannt wurde.
- 1814–1819: Claude-Anne de Rouvroy (1743–1819), Marquis de Saint-Simon et de Montbléru, Deputierter bei den Generalständen von 1789; wurde 1803 von Karl IV. von Spanien zum Granden von Spanien 1. Klasse ernannt[3] und 1814 von Ferdinand VII. zum Herzog erhoben.[4]
- 1814–1865: Henri-Jean-Victor de Rouvroy (1782–1865), Vicomte de Saint-Simon; als Neffe von Claude-Anne erbte er im Januar oder Februar 1819 den Rang eines Granden, am 5. März wurde er zum Marquis de Saint-Simon[5] und Pair de France ernannt; 1842 wurde er in der Zeitung Le Moniteur universel Duc de Saint-Simon genannt; seitdem wurde er auch in offiziellen Dokumenten als Herzog bezeichnet.[6] Er war der letzte, der diesen Titel trug.